# Choeras bushblitz
Choeras bushblitz es una especie de avispa del género Choeras, familia Braconidae. Fue descrita por Fagan-Jeffries & Austin en 2019.
El nombre científico de Choeras bushblitz hace referencia al programa de descubrimiento de especies Bush Blitz, una asociación multimillonaria entre el gobierno australiano, BHP y Earthwatch Australia para documentar plantas y animales en Australia.